# La Unión (Sucre)
La Unión ist eine Gemeinde (municipio) im Departamento Sucre in Kolumbien.

## Geographie
La Unión liegt im Südwesten von Sucre, in der Subregion San Jorge, 82 km von Sincelejo entfernt, auf einer Höhe von 65 m ü. NN und hat eine Jahresdurchschnittstemperatur von etwa 28 °C. Die Gemeinde grenzt im Norden an Sahagún und Chinú im Departamento de Córdoba, im Süden an San Marcos, im Osten an Caimito und im Westen an Sahagún.

## Bevölkerung
Die Gemeinde La Unión hat 11.566 Einwohner, von denen 6411 im städtischen Teil (cabecera municipal) der Gemeinde leben (Stand: 2019).

## Geschichte
Das Gebiet des heutigen La Unión wurde seit dem 18. Jahrhundert für Sklavenplantagen genutzt, aus denen die ersten Siedlungen entstanden. Ab 1829 kamen auch Siedler aus verschiedenen Teilen der Region und besiedelten das Gebiet. 1850 und 1860 wurden Santander de las Lomas und Los Cayos auf dem Gebiet der heutigen Gemeinde La Unión Caseríos (Gehöfte) des Corregimientos Caimito. Seit 1968 hat La Unión den Status einer Gemeinde.

## Wirtschaft
Die wichtigsten Wirtschaftszweige von La Unión sind Landwirtschaft, Rinderproduktion und Bergbau.